# Coadjuteur

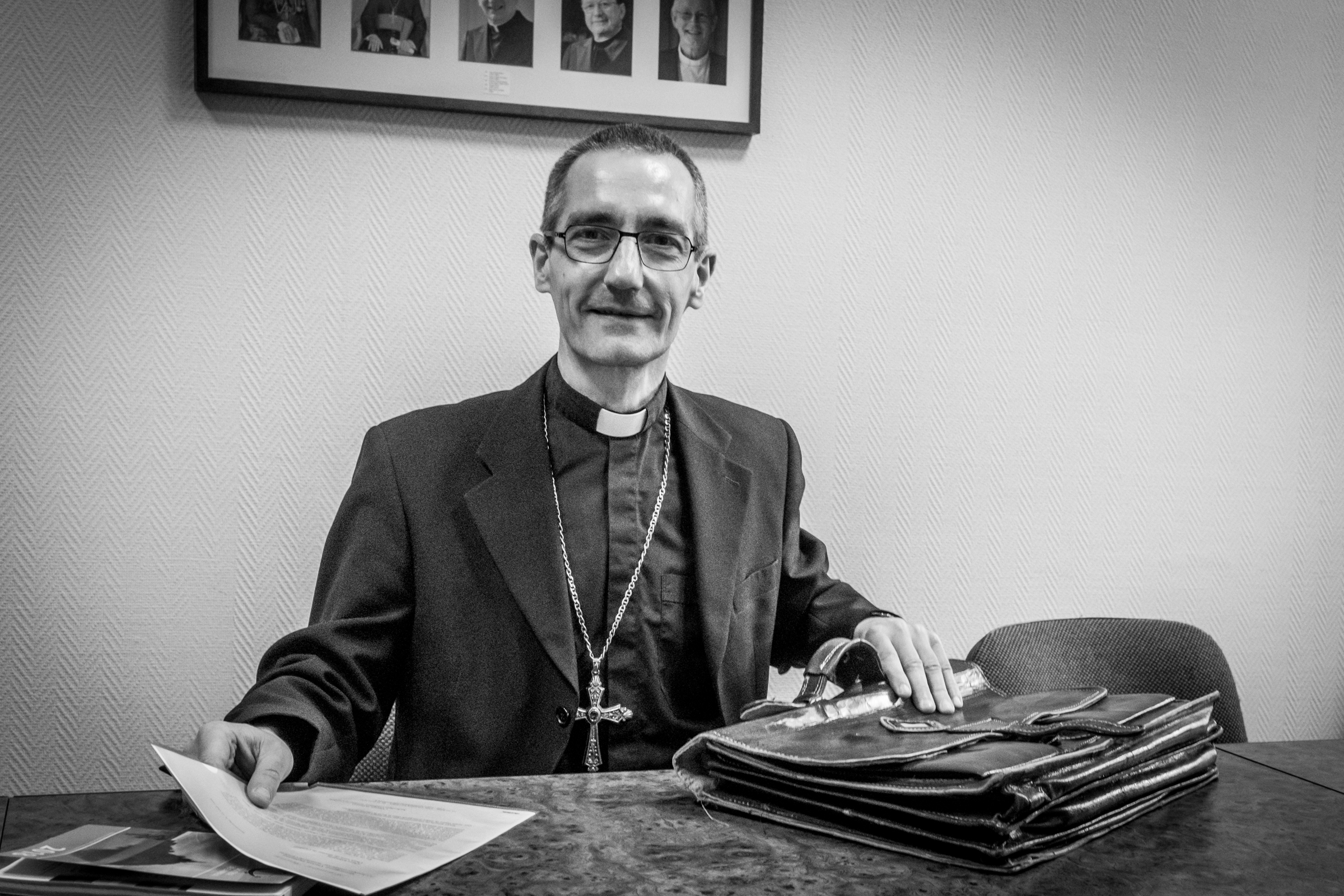
Vincent Dollmann était coadjuteur de l'archidiocèse de Cambrai (mai 2018).

Un évêque ou archevêque coadjuteur est un évêque nommé, comme un évêque auxiliaire, aux côtés d'un évêque diocésain, avec droit de succession immédiate au siège de l'évêque dont il est l'adjoint, après la démission ou la mort de ce dernier.
La nomination d'un coadjuteur permet une période de prise de connaissance du diocèse pour le nouvel arrivant et de transition sans interruption entre deux épiscopats.
Jusqu'à la réforme du Code de droit canonique de 1983, il existait la fonction de coadjuteur sedi datus, signifiant que l'évêque n'était pas attaché à la personne de l'évêque diocèsain en tant que successeur désigné, mais au diocèse lui-même (d'où sedi datus, c'est-à-dire « attaché au siège (épiscopal) ») en tant que coadjuteur permanent.

## Quelques coadjuteurs célèbres

### à Buenos Aires
- Jorge Mario Bergoglio, futur cardinal, coadjuteur de 1997 à 1998, et fut élu pape en 2013 (François).

### à Nazianze
- Grégoire de Nazianze.

### à Orléans
- Louis de Jarente de Sénas d'Orgeval, coadjuteur de 1780 à 1788, évêque constitutionnel.

### à Paris
- Jean-François Paul de Gondi, futur cardinal de Retz, coadjuteur de 1644 à 1654 et présent dans Vingt Ans après d'Alexandre Dumas.
- François-Marie-Benjamin Richard, futur cardinal, coadjuteur de 1875 à 1886.
- Pierre Veuillot, futur cardinal, coadjuteur de 1961 à 1966.

### à Strasbourg
- Armand de Rohan, futur cardinal de Soubise, coadjuteur de 1742 à 1749.
- Louis René Édouard de Rohan, coadjuteur de 1759 à 1779.
- Denys Affre, coadjuteur de 1839 à 1840, mais qui ne devint jamais évêque de Strasbourg, ayant été nommé archevêque de Paris.
- Roger Heckel, coadjuteur de 1980 à 1982, il meurt avant le départ de Léon-Arthur Elchinger.

## Autres lieux
- Alphonse II d'Elbène, coadjuteur de son oncle Alphonse Ier d'Elbène, évêque d'Albi.